# Anastrophyllum papillosum
Anastrophyllum papillosum là một loài rêu trong họ Anastrophyllaceae. Loài này được J.J. Engel & Braggins mô tả khoa học đầu tiên năm 1998.